# Michail Wassiljewitsch Butaschewitsch-Petraschewski

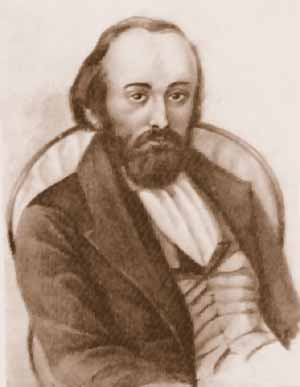
Michail Petraschewski

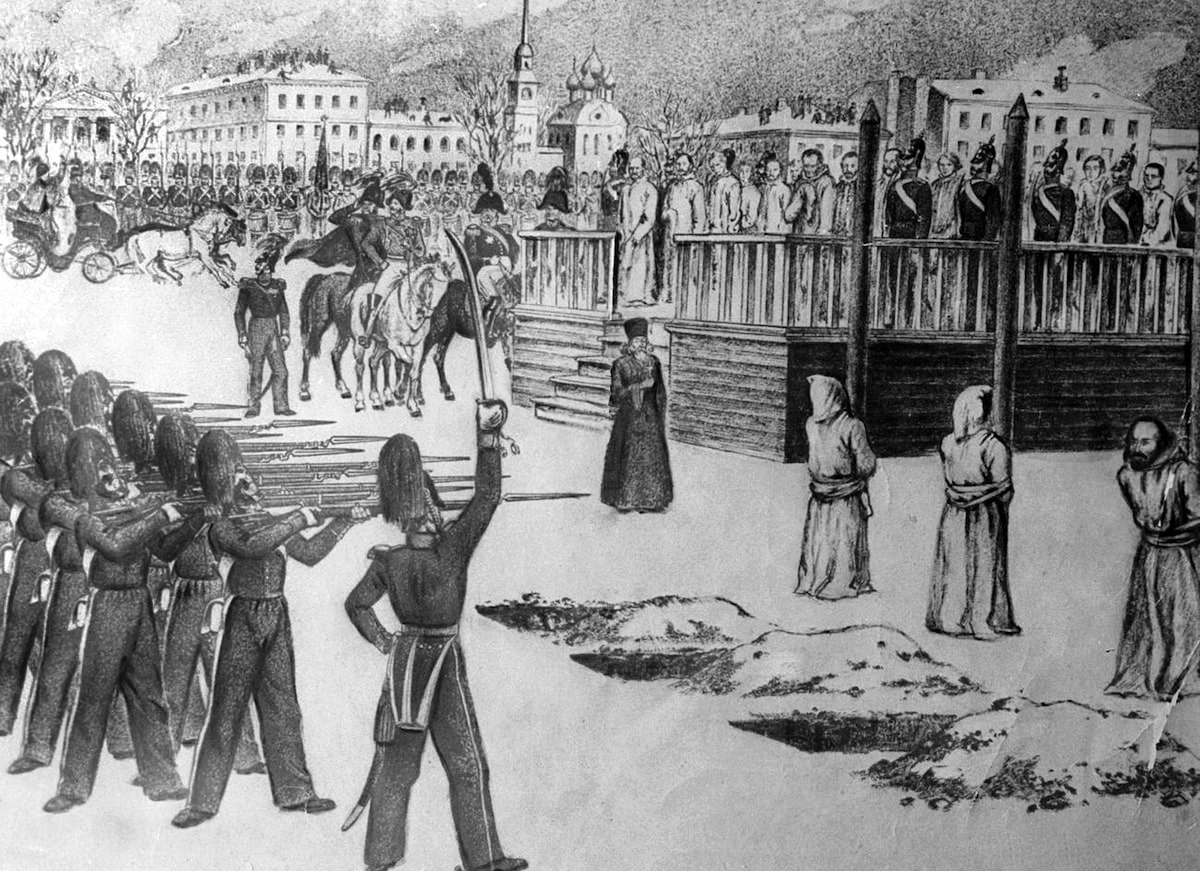
Scheinhinrichtung von Petraschewski (rechts außen).
St. Petersburg, Semjonow-Platz, 1849

Michail Wassiljewitsch Butaschewitsch-Petraschewski (russisch Михаил Васильевич Буташевич-Петрашевский; * 1. Novemberjul. / 13. November 1821greg. in Sankt Petersburg; † 7. Dezemberjul. / 19. Dezember 1866greg. in Belskoje, Gouvernement Jenisseisk) war ein russischer Denker und Gründer des Zirkels der Petraschewzen.
Petraschewski absolvierte das Lyzeum Zarskoje Selo (1839) und die Staatliche Universität Sankt Petersburg (1841). Er arbeitete als Dolmetscher des Außenministeriums. Er wurde mit seinen Artikeln bekannt, die er für das Taschen-Fremdwörterbuch (1846) geschrieben hatte. Diese Artikel popularisierten demokratische und materialistische Ideen und Prinzipien des utopischen Sozialismus. Ab 1844 wurde seine Wohnung ein Treffpunkt etlicher Intellektueller, für die vor allem die  umfangreiche Bibliothek mit verbotenen Büchern in allen Sprachen aus Westeuropa eine Anziehung war. Auf diese Weise entstand ein Zirkel, der als Petraschewzen benannt wurde. Als ein Anhänger Charles Fouriers verteidigte Petraschewski die Demokratisierung Russlands und die Befreiung der Bauern von der Fronarbeit. 1848 versuchte er eine Untergrundorganisation zu gründen, die unter der Massen einen langen revolutionären Kampf durchführen sollte. Im Petraschewskizirkel trafen sich führende, junge Intellektuelle, u. a. Dostojewski, Maikow, Miljukoff, Miljutin, Durow, Pleschtschejew, Semjonow, Latkin im Alter von 19 bis 27 Jahren. Von insgesamt 34 Verdächtigen, die am 23. April 1849 verhaftet wurden, wurden 21 zum Tode durch Erschießen verurteilt.
In letzter Minute wurde die Hinrichtung abgesagt. Petraschewskis Strafe wurde zu Zwangsarbeit und lebenslanger Verbannung geändert; er wurde noch am selben Tag nach Nertschinsk in Ostsibirien geschickt 1856 wurde ihm die Strafe erlassen. Er verweigerte die „Gnade“, verlangte ergebnislos die Wiederaufnahme seines Verfahrens und siedelte sich in Irkutsk an, wo er 1860 eine Zeitung namens Amur herausgab.